# Pinus longaeva
Pinus longaeva D.K.Bailey è una specie di pino caratterizzata da estrema longevità, scoperta nelle regioni di alta quota delle montagne del sud-ovest degli Stati Uniti d'America. Questa pianta appartiene ad una delle tre specie di pini strettamente correlate note come pini dai coni setolosi o Balfourianae. Talvolta, ci si può riferire ad esso con il termine di "Pino dai coni setolosi dell'Ovest".

## Morfologia

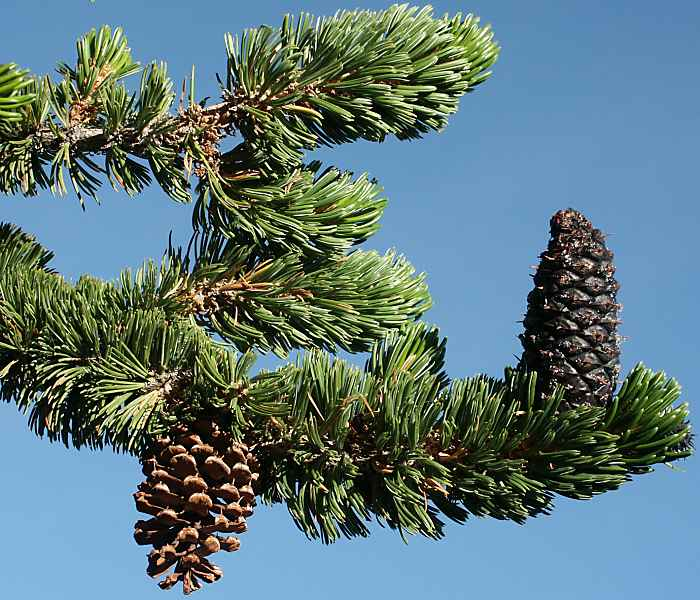
Aghi e coni, Snake Range, Nevada

È un albero di media grandezza, raggiunge tipicamente altezze comprese fra i 5 ed i 15 metri ed un diametro del tronco che può anche superare i 2,5-3,6 metri negli esemplari più anziani. La corteccia è di colore giallo-arancione particolarmente brillante, sottile e scagliosa alla base del tronco. Le foglie (aghi) sono raggruppate in gruppi di cinque, lunghe fra i 2,5 ed i 4 cm, con un colore che va dal verde scuro al verde-bluetto sulla faccia superiore; gli stomi sono confinati in una banda chiara sulla faccia inferiore. Gli aghi di questa specie mostrano un'incredibile durevolezza, dimostrandosi come le strutture fogliari più longeve del regno vegetale (ad eccezione di Welwistchia mirabilis con foglie perenni): alcuni possono restare vitali anche per 45 anni (Ewers & Schmid 1981).

### Strobili

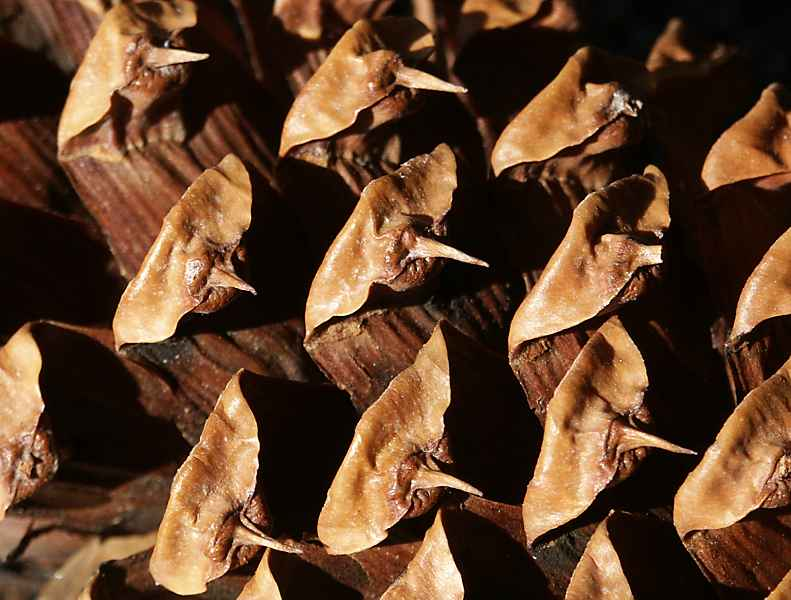
Dettagli del cono di un Pinus longaeva, Snake Range, Nevada. si notino le caratteristiche strutture a forma di setola.

I coni sono cilindrico-ovoidali, con una lunghezza compresa fra i 5 ed i 10 cm e spessore di 3–4 cm. Di colore verde o violaceo da giovani, diventano arancioni all'età di 16 mesi, con numerose scaglie fragili e sottili, ognuna con una spina simile ad una setola lunga fra i 2 e i 5 mm.
I coni si aprono a maturazione, rilasciando i semi subito dopo. Questi risultano lunghi 5 mm e possiedono un'ala di lunghezza compresa fra i 12 ed i 22 mm. La dispersione avviene principalmente ad opera del vento, ma un ruolo non indifferente viene svolto dal piccolo uccello Nucifraga columbiana, che preleva i semi dai coni aperti. Questo animale usa i pinoli come cibo, accumulandoli nella tana come riserva, ma spesso alcuni di questi non vengono consumati e con il tempo riescono a germogliare dando origine a nuove piante. In molti ecosistemi, comunque, le capacità riproduttive del pinus longaeva non risultano sufficienti a bilanciare efficacemente il tasso di mortalità.

## Differenze con specie simili

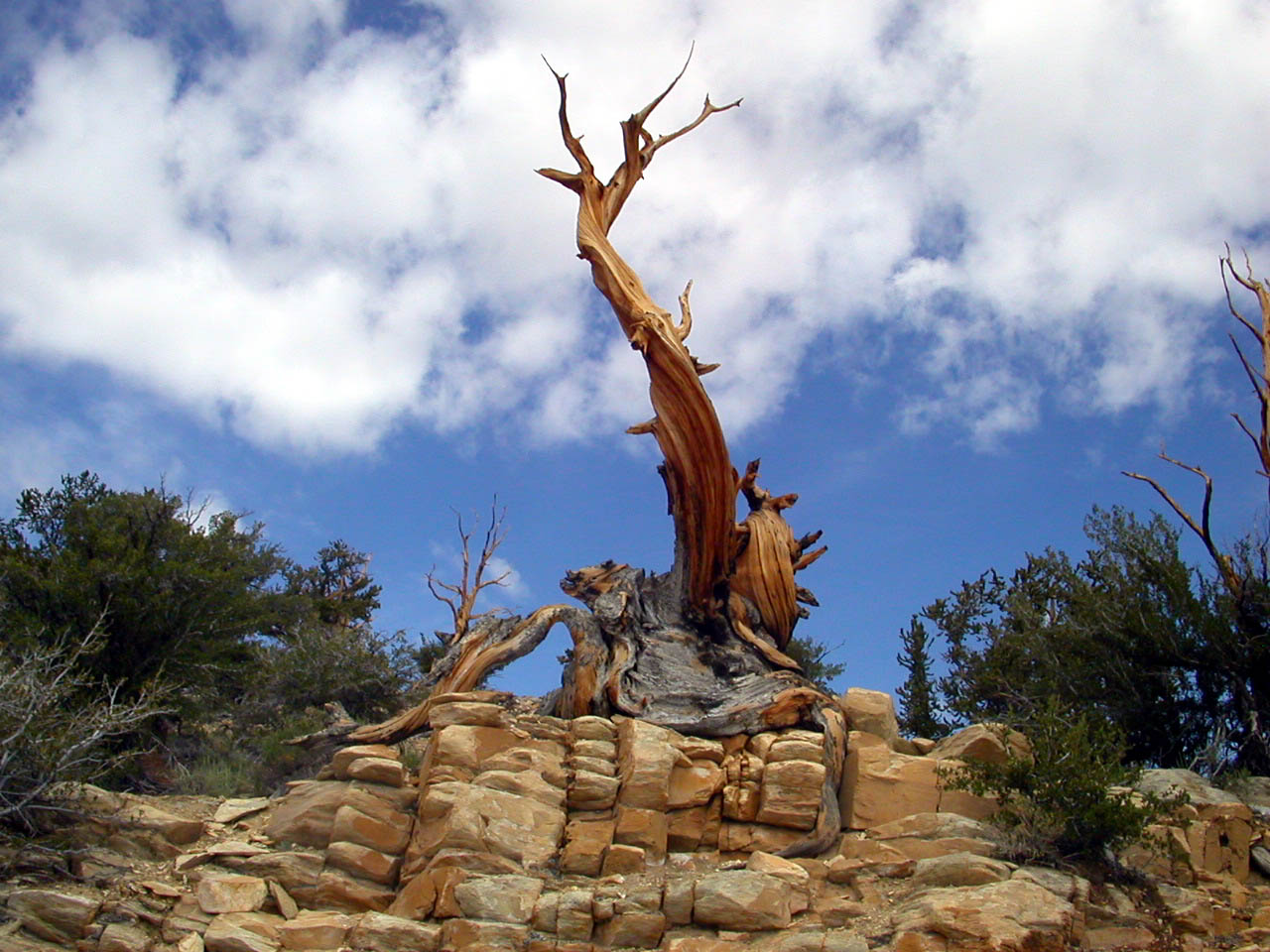
Pinus longaeva, White Mountains, California

Pinus longaeva differisce dal vicino Pinus aristata nel fatto che gli aghi di questa specie possiedono sempre due canali resiniferi, e questi non presentano rotture o interruzioni, così che essi non mostrano le caratteristiche goccioline bianche di resina che sono invece una peculiarità tipica delle foglie del Pinus aristata.
Per quel che riguarda Pinus balfouriana, da esso differisce per la maggiore lunghezza delle "setole" e nell'aspetto più tondeggiante, meno conico, della base dei suoi coni.

## Longevità
Un esemplare di Pinus longaeva soprannominato Matusalemme, localizzato nella Antica foresta dei Pini dai coni Setolosi delle montagne Bianche californiane (presso Bishop) si è dimostrato possedere un'età di oltre 4800 anni, come stimato attraverso la conta degli anelli di crescita annuale in un piccolo campione prelevato attraverso carotaggio. La sua esatta collocazione è mantenuta segreta, in quanto un esemplare ancora più vecchio, soprannominato "Prometeo", venne abbattuto nel 1964.  Recentemente, un esemplare di questa specie, situato nelle White Mountains della California, è stato valutato da Tom Harlan, un ricercatore del Laboratory of Tree-Ring Research (University of Arizona a Tucson), definendone una età di 5.062 nel 2010. 
È l'albero più antico del Nord America, e l'albero singolo più longevo del mondo, anche se un esemplare clonale di abete rosso svedese soprannominato "Old Tjikko" possiede un'età di 9550 anni, come appreso attraverso test al radiocarbonio.